# خرمالو برگ‌نیزه‌ای
خرمالو برگ‌نیزه‌ای (نام علمی: Diospyros lanceifolia) نام یک گونه از سرده خرمالو است.